# Reichsgau Tirol-Vorarlberg
O Reichsgau Tirol-Vorarlberga (alemão: Reichsgau Tirol-Vorarlberg) foi uma divisão administrativa da Alemanha Nazista composta por Vorarleberga e Tirol do Norte (ambos na Áustria). Existiu de 1938 a 1945. Não incluía o Tirol Oriental (Lienz), que fazia parte do Reichsgau Kärnten.
Após o Armistício Italiano com os Aliados, as províncias italianas de Belluno, Tirol do Sul e Trentino foram colocadas sob controle direto alemão como a Zona Operacional do Sopé dos Alpes (Zona de Operações Alpenvorland, OZAV), que foi de facto anexada e administrada como parte do Tirol- Vorarlberga. 

## História
O sistema nazista Gau (plural Gaue) foi originalmente estabelecido em uma conferência do partido em 22 de maio de 1926, a fim de melhorar a administração da estrutura partidária. A partir de 1933, após a tomada do poder pelos nazistas, o Gaue substituiu cada vez mais os estados alemães como subdivisões administrativas na Alemanha. Em 12 de março de 1938, a Alemanha nazista anexou a Áustria e em 24 de maio as províncias austríacas foram reorganizadas e substituídas por sete partidos nazistas Gaue. De acordo com a lei Ostmarkgesetz de 14 de abril de 1939, com efeitos a partir de 1º de maio, os Gaue austríacos foram elevados ao status de Reichsgaue e seus Gauleiters também foram posteriormente chamados de Reichsstatthalters.
À frente de cada Gau estava um Gauleiter, posição que se tornou cada vez mais poderosa, especialmente após a eclosão da Segunda Guerra Mundial. Os Gauleiters locais foram responsáveis pela propaganda e vigilância e, a partir de setembro de 1944, pelo Volkssturm e pela defesa do Gau.
A posição de Gauleiter no Tirol-Vorarlberga foi ocupada por Franz Hofer ao longo da história do Reichsgau, de 1938 a 1945.  
No final da Segunda Guerra Mundial, Tirol-Vorarlberg tornou-se a zona de ocupação francesa na Áustria.